# Christianisation de la Rus' de Kiev

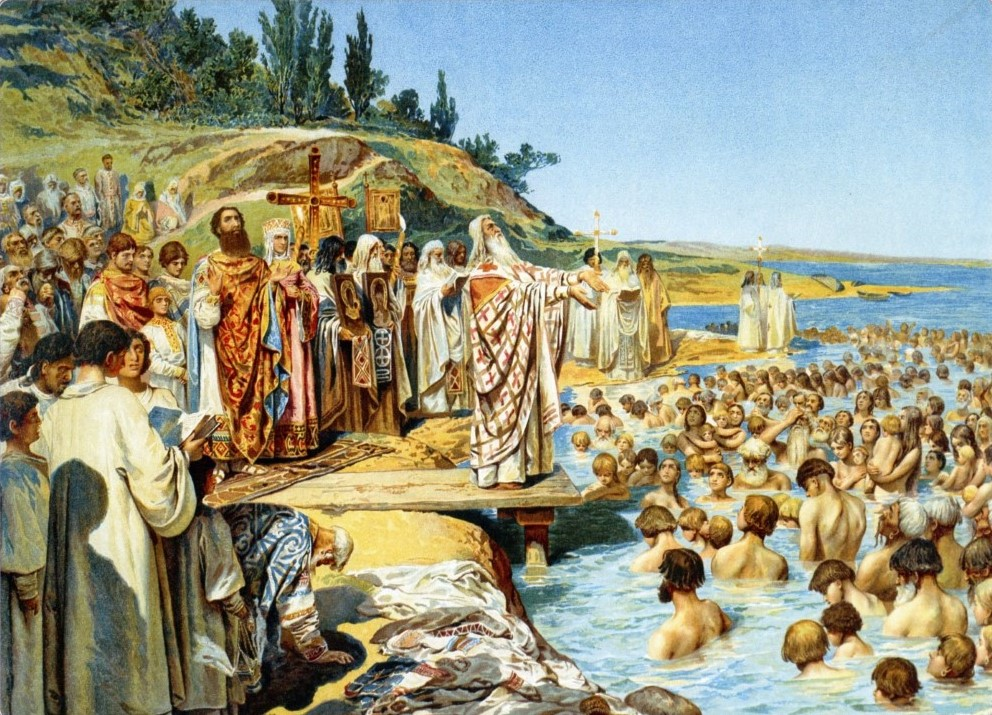
Le Baptême du peuple de Kiev dans le Dniepr, par Klavdi Lebedev.

La christianisation de la Rus' de Kiev se réalise en plusieurs étapes. Au début de 867, le patriarche Photios Ier de Constantinople écrit aux autres patriarches chrétiens que les Rous’, baptisés par l’évêque qu’il leur a envoyé, ont « adopté le christianisme avec enthousiasme ». Les succès du patriarche ne semblent toutefois pas avoir eu de suite massive et immédiate, car la Chronique des temps passés et d’autres sources slaves indiquent que les territoires qui forment la Rous’ kiévienne au Xe siècle demeurent encore longtemps fidèles à la religion slave. Il faut attendre la fin des années 980 et la conversion du prince Vladimir Sviatoslavitch à Cherson, puis celle de sa famille et de son peuple à Kiev, pour voir la Rous’ adopter largement le christianisme.

## Les débuts

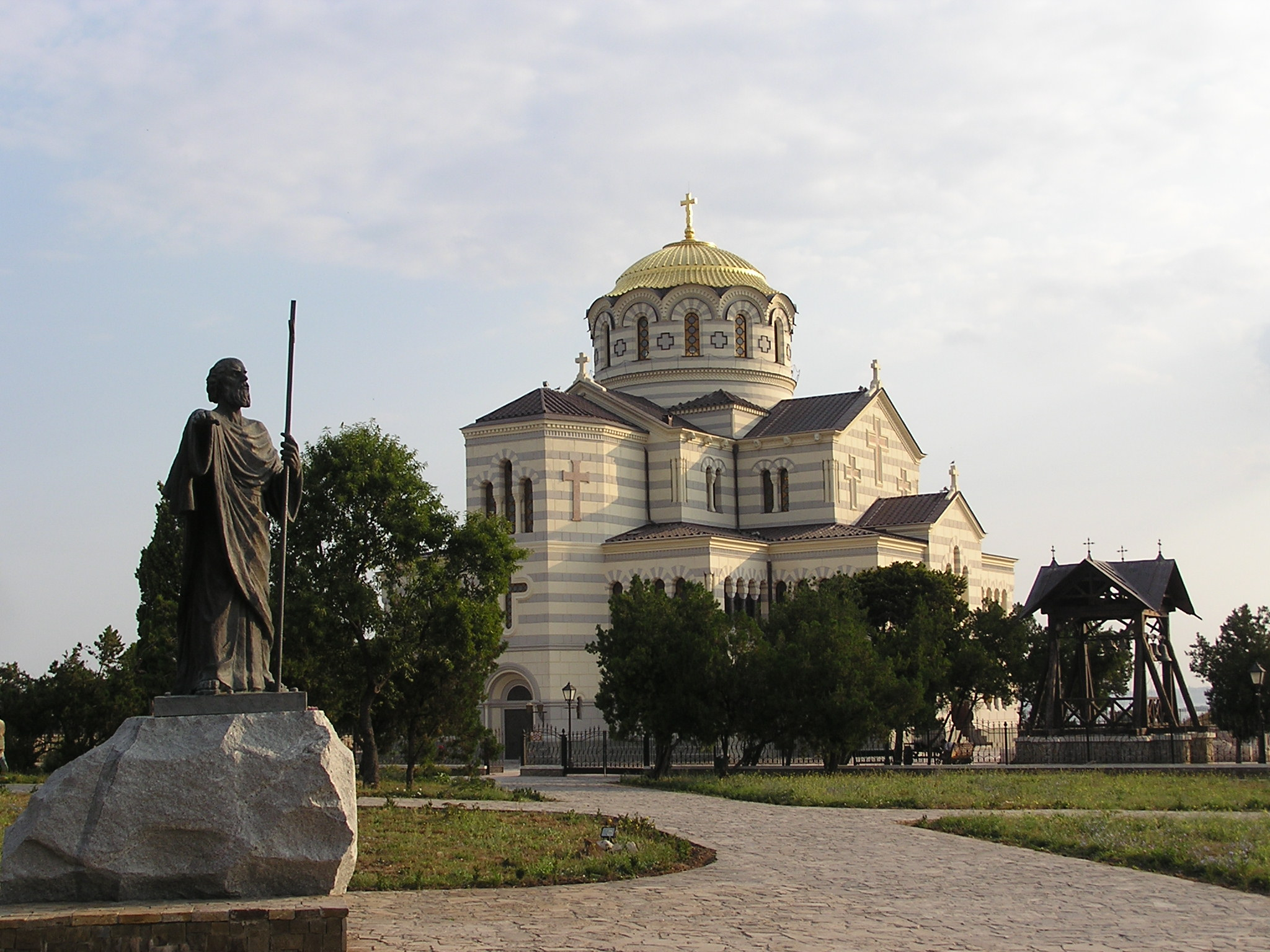
La cathédrale Saint-Vladimir de Chersonèse, de style néo-byzantin avec à l'avant-plan la statue de l'apôtre André.

Selon la légende orthodoxe, le christianisme aurait été prêché par l’apôtre André dans les territoires aujourd’hui bulgares, roumains, ukrainiens, biélorusses et russes. Longeant la mer Noire depuis Constantinople par la Thrace, la Scythie mineure et la steppe scythique, traversant les bouches de l’Istros, du Tyras et du Borysthène (aujourd’hui respectivement le Danube, le Dniestr et le Dniepr), il serait parvenu à Chersonnesos Taurica (Chersonèse en Crimée) et, tout au long de ce périple, il aurait converti des milliers de colons grecs jusqu'alors adeptes de la religion hellénique.
À Chersonèse, on lui aurait dit que les fleuves qu’il avait traversés venaient du nord-ouest du continent, et cela l’aurait décidé à en remonter un dans son voyage vers Rome. Ce fut le Borysthène, le plus proche de Chersonnesos Taurica, et c’est ainsi qu’il serait passé à l’endroit où Kiev devait être fondée vers le Ve siècle et se rendit jusqu’à l’endroit où serait érigée la ville de Veliky Novgorod. C’est en référence à cette légende que la marine russe arbore la croix de saint André sur son pavillon depuis un oukase émis en 1690 par le tzar Pierre Ier le Grand.
Même si ce récit est partiellement légendaire, les colonies grecques du Pont-Euxin, à la fois en Crimée et sur le pourtour de la mer d'Azov, demeurèrent pendant près d’un millénaire les principaux centres de la chrétienté d’Europe de l'Est. Parmi les lieux qui jouirent d’une certaine renommée, on compte le monastère troglodyte d’Inkerman, monastère byzantin où furent conservées les reliques de saint Clément, quatrième évêque de Rome, jusqu’à ce qu’elles soient transportées dans la basilique Saint-Clément-du-Latran, à Rome, par les frères Cyrille et Méthode.
Ce sont ces deux frères qui prêchèrent le christianisme chez les Slaves du premier Empire bulgare, de la Grande-Moravie et de la Pannonie. On leur doit l’invention de l’alphabet glagolitique qui permit de traduire les textes sacrés en ce qui est aujourd’hui le « slavon » langue uniquement orale jusque là et toujours en usage chez les orthodoxes slaves. Cet alphabet est supplanté par l’alphabet cyrillique, « adaptation de l'alphabet grec par Clément d'Ohrid (disciple bulgare de Cyrille et Méthode) et appelé de la sorte en hommage à son maître Cyrille » aujourd’hui officiel en Bulgarie, Russie, Biélorussie, Ukraine, Serbie, république serbe de Bosnie, Macédoine du Nord, république moldave du Dniestr et quelques autres pays non slaves d’Asie centrale. Chassés de Moravie, les disciples de Cyrille et Méthode continuèrent, après leur mort, l’œuvre d’évangélisation des pays slaves. Tant l’Église catholique romaine que l’Église orthodoxe les considèrent comme « apôtres des Slaves »,.

## Neuvième siècle
La seule source que nous ayons quant à un début de christianisation de la Rous’ au neuvième siècle est la lettre encyclique du patriarche Photius datant probablement de 867. Se référant au siège de Constantinople par les Rous’ en 860, Photius informe les patriarches d’Orient et leurs suffragants que les Bulgares furent baptisés en 863, qu’ils furent bientôt suivis par les Rous’ et qu’il avait jugé prudent, comme dans le cas des Bulgares, de leur envoyer un évêque depuis Constantinople. Il se pourrait toutefois que le groupe auquel le patriarche faisait allusion ait été une communauté rous´ n'ayant que peu ou pas de liens avec la Rous’ kiévienne et ait vécu près de la mer Noire ou de la mer d’Azov. Selon Dimitri Obolensky, il est possible que de premières conversions aient eu lieu peu après la première attaque rous’ contre Constantinople en 860, qu’un premier évêque ait été envoyé en 867, suivi d’un archevêque en 874. Toutefois, cette première Église aurait pratiquement disparu lorsque les gouvernants pro-chrétiens de Kiev furent remplacés par un groupe de Scandinaves venus du nord de la Rous’. Une petite communauté aurait toutefois survécu qui s’agrandit progressivement jusqu’à la conversion finale sous Vladimir.

## Dixième siècle

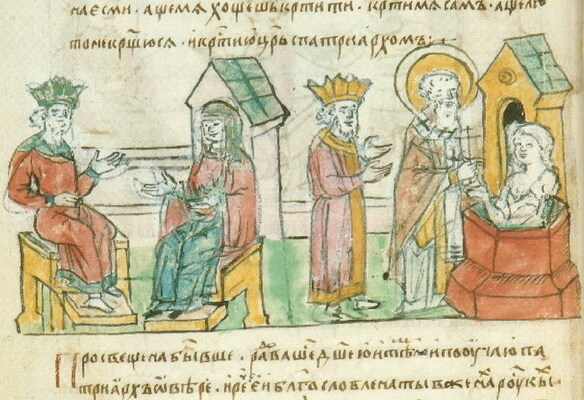
Le baptême de la princesse Olga d'après une miniature de la Chronique Radzivill.

Quoi qu’il en soit, si le traité byzantin de 911 présume que les Rous’ étaient encore païens, celui de 944, tel que rapporté dans la Chronique des temps passés fait référence à une église de Kiev et relate qu’une partie des Rous’ prêtèrent serment selon la foi chrétienne dans l’église de saint Élie alors que le prince régnant et d’autres non-chrétiens invoquèrent Péroun et Vélès selon la tradition slave. De même, aucune source grecque ne fait mention d'un second baptême de la Rous’ dans les années 990, ce qui sous-entend ex silentio que le pays était déjà chrétien.
En 945 ou 957, selon les sources, la princesse régente Olga de Kiev vint en visite à Constantinople en compagnie d’un prêtre du nom de Grégoire. Le De Ceremonis conserve la description de l’imposante réception qui lui fut accordée. Selon la légende, l’empereur Constantin VII serait tombé amoureux de la princesse. Celle-ci trouva la façon d’éviter le mariage en demandant à l’empereur d’être son parrain lors de son baptême. Une fois baptisée, elle fit valoir qu’il n’était pas approprié qu’un parrain épousât sa filleule.
Même si la tradition veut qu’Olga ait été baptisée à Constantinople plutôt qu’à Kiev, la cérémonie n’est mentionnée dans aucun document de telle sorte que l’on ne peut écarter l’une ou l’autre hypothèse. L’alliance avec Constantinople ne semble guère avoir été très forte, car en 959 c’est à Otton Ier qu’Olga se serait adressée pour obtenir l’envoi d’un évêque et de prêtres. Préoccupé par la perspective d’une alliance entre la Rous’ et l’Église byzantine, Otton se serait empressé de nommer un moine, Libutius, comme évêque ; celui-ci fut consacré à Noël 959, mais mourut en février 961 avant de s’être rendu dans son diocèse. Un autre moine, Adalbert de Saint-Maximin de Trèves, fut alors choisi et devint effectivement le premier évêque de Kiev. Il en fut cependant chassé peu après par les païens.
Le fils d’Olga, Sviatoslav Ier (r. 963-972), resta pour sa part fidèle toute sa vie à la mythologie slave. D’après la Chronique des temps passés, se considérant comme un guerrier, il aurait craint que ses hommes ne se moquent de lui s’il devenait chrétien.
Son successeur, Yaropolk Ier (r. 972-980), semble avoir eu une attitude plus conciliante à l’endroit de ses sujets chrétiens et aurait même échangé des ambassadeurs avec le pape. Le Chronicon d’Adémar de Chabannes et la Vie de saint Romuald de Pietro Damiani décrivent la mission de saint Bruno de Querfurt au pays des Rous’ où il parvint à convertir l’un des rois locaux (l’un des trois frères qui dirigeaient le pays). Selon Alexandre Nazarenko, Yaropolk aurait entrepris de se faire baptiser, mais aurait été assassiné sur l’ordre de son demi-frère païen Vladimir, qui n’était pas encore converti et dont les droits au trône étaient plutôt douteux. Suivant sa théorie, toute allusion au baptême de Yaropolk aurait été supprimée par des chroniqueurs orthodoxes ultérieurs, soucieux de ne pas ternir la réputation de celui qui deviendra l’apôtre des Rous’.

## Le baptême de Vladimir

### Toile de fond
Le panthéon des Slaves orientaux était peuplé de dieux représentant les forces de l’univers : Péroun, leur dieu principal, se confondait avec le tonnerre et la foudre, Svarog avec le ciel, Dajbog avec le soleil, Striborg avec le vent, etc. Les forêts, les eaux et autres forces de la nature étaient peuplées d’êtres mystérieux bénéfiques ou maléfiques. Durant la première décennie du règne de Vladimir, une réaction à la diffusion du christianisme s’organisa; les dieux revinrent à l’honneur et une idole de Peroun fut élevée sur une colline près du palais royal où se dressaient également des autels aux dieux Daschborg, Striborg, Smarget et Mokosch. Ce même phénomène se produisit également dans les pays voisins où Jarl Haakon en Norvège et (possiblement) Sven à la Barbe fourchue au Danemark encouragèrent un tel renouveau. Vladimir tenta cependant d’aller plus loin que ses voisins et des sacrifices humains semblent avoir eu lieu à Kiev. Vladimir demeurait toutefois très préoccupé par la question religieuse.

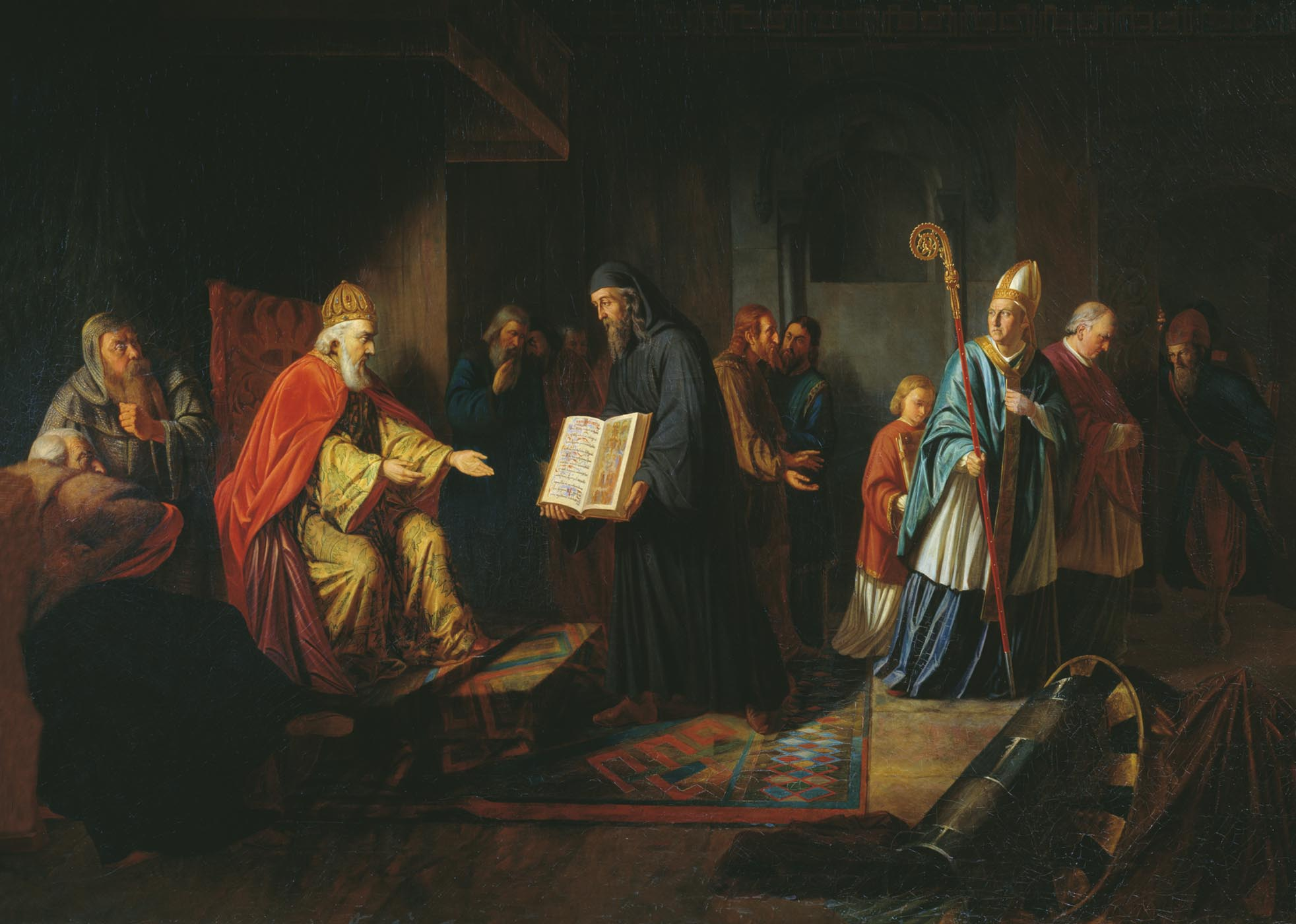
Vladimir écoutant les prêtres orthodoxes sous les yeux horrifiés du représentant papal. Toile de Ivan Eggink.

Au retour d’une expédition en 983, Vladimir voulut offrir un tel sacrifice pour remercier les dieux de ses succès. Le sort tomba sur le fils d’un Varègue de retour de Grèce qui professait la religion des Grecs. Celui-ci refusa de livrer son fils à des dieux de bois faits de mains d’homme. Deux ans plus tard, Vladimir fit une descente chez les Bulgares, chrétiens depuis 865, qui l’exhortèrent à se convertir. Il reçut également la visite de Germains, catholiques romains, venant de la part du pape et prônant le jeune et la modération dans le boire et le manger. Ils furent éconduits sous prétexte que « nos pères n’ont pas cru à votre religion ». Vinrent aussi des Juifs vivants chez les Khazars qui durent avouer que leur patrie avait été conquise par les chrétiens en raison de leurs péchés. Ils furent aussi renvoyés puisque leur Dieu les avait dispersés dans les pays étrangers, sort que Vladimir ne voulait guère voir subir par son peuple. Vinrent enfin des Grecs qui lui expliquèrent le sens de l’Incarnation. Vladimir les écouta avec plaisir mais préféra ne pas prendre de décision immédiatement.
Il envoya plutôt en 987 des ambassadeurs étudier la religion des pays voisins pour déterminer pourquoi ceux-ci s’étaient convertis à celle qu’ils pratiquaient. Ceux qui avaient été envoyés chez les Germains n’y virent aucune beauté. Cependant ceux qui revinrent de Constantinople où toute la pompe de la liturgie orthodoxe avait été déployée pour eux ne purent que s’exclamer : « Nous ne savions pas trop si nous n’étions pas dans le ciel ; car, à la vérité, sur la terre on ne peut trouver tant de beauté et de magnificence ».

### Le baptême de Vladimir

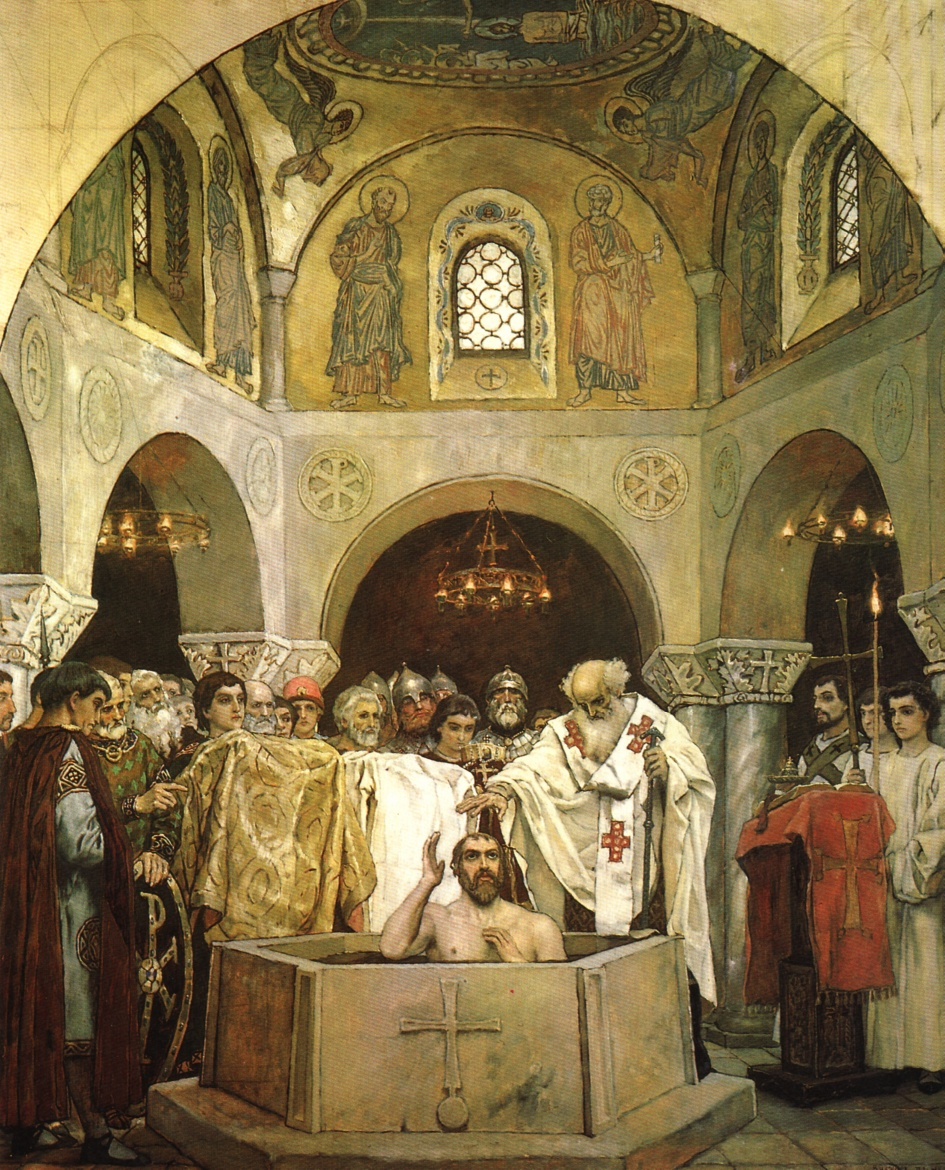
Le baptême de Vladimir (Fresque de Viktor Vasnetsov)

Les quelques sources étrangères que nous possédons (Yahya d’Antioche et ses élèves : al-Rudhrawari, al-Makin, al-Dimashqi et ibn-al-Athir) donnent essentiellement la même version des faits. En 987 les généraux Bardas Skléras et Bardas Phocas se révoltèrent contre l’empereur byzantin Basile II (r. 976-1025). Conjuguant leurs forces pour l’occasion, les généraux rebelles s’avancèrent contre Constantinople. Le 14 septembre 987, Bardas Phocas se proclama empereur. Soucieux d’éviter le siège de sa capitale, Basile II demanda l’aide des Rous’ même si ceux-ci étaient alors considérés comme des ennemis. Vladimir accepta en échange d’une alliance matrimoniale. Il accepta en même temps de se convertir ainsi que son peuple au christianisme. Une fois conclus les arrangements relatifs aux noces, Vladimir envoya 6 000 hommes aider l’empereur à mater la révolte. Le baptême et le mariage sont célébrés en 988 à Chersonèse par le métropolite de la ville ou, selon les sources, par le patriarche de Constantinople Nicolas II Chrysobergès.
Dans la Chronique des temps passés, le récit du baptême de Vladimir est précédé de la prétendue Légende de Korsun’ (Cherson en Crimée). D’après cette histoire apocryphe Vladimir aurait conquis en 988 la ville grecque de Cherson, centre administratif et commercial d’importance. Cette campagne se voulait peut-être une assurance que Basile II tiendrait ses promesses et qu’il pourrait épouser la sœur de l’empereur, Anna Porphyrogénète ; celle-ci lui fut effectivement promise à condition que Vladimir accepte d’être baptisé avant le mariage. Le baptême, qui aurait bel et bien eu lieu à Cherson (certaines sources mentionnaient que le baptême aurait eu lieu à Kiev), fut marqué par la guérison miraculeuse d’un mal oculaire qui rendait Vladimir presque aveugle. Il prit alors le nom chrétien de Basile en hommage à son beau-frère. La cérémonie du baptême fut immédiatement suivie de celle du mariage.

### Le baptême de la population de Kiev
Après son retour en triomphe à Kiev, Vladimir exhorta avec force la population à se réunir sur les bords du Dniepr pour se faire baptiser. Ce baptême de masse devait devenir le symbole de la christianisation de la Rous’ kiévienne.
Vladimir commença par baptiser ses douze fils et de nombreux boyards. Il détruisit ensuite les idoles de bois de plusieurs dieux païens qu’il avait lui-même fait ériger quelques années plus tôt. Elles furent brisées ou mises en pièces après avoir été trainées derrière des chevaux et fouettées ; celle du dieu Peroun fut jetée dans le Dniepr.
Suivant quoi, Vladimir fit parvenir un message aux habitants de Kiev « riches et pauvres, mendiants et esclaves » les invitant à venir sur les bords du fleuve le jour suivant, à moins « de vouloir devenir ennemis de leur prince ». Un grand nombre de personnes vinrent donc, amenant leurs enfants avec eux. Ils descendirent dans l’eau pendant que des prêtres de Cherson, venus avec la princesse Olga, priaient.
Pour commémorer cet événement, Vladimir fit construire la première église de pierre de la Rous’ kiévienne, appelée l’église de la dîme, où lui-même et son épouse devaient reposer après leur mort. Une autre église, dédiée à saint Basile, fut construite sur la colline où s’élevaient auparavant les idoles des dieux païens. Au XIXe siècle, deux monuments sont construits sur l'emplacement géographique de ce baptême dans le Dniepr : une colonne surmontée d'une croix (Andreï Melenski, 1802) et un monument à saint Vladimir construit un demi-siècle plus tard, en 1853.

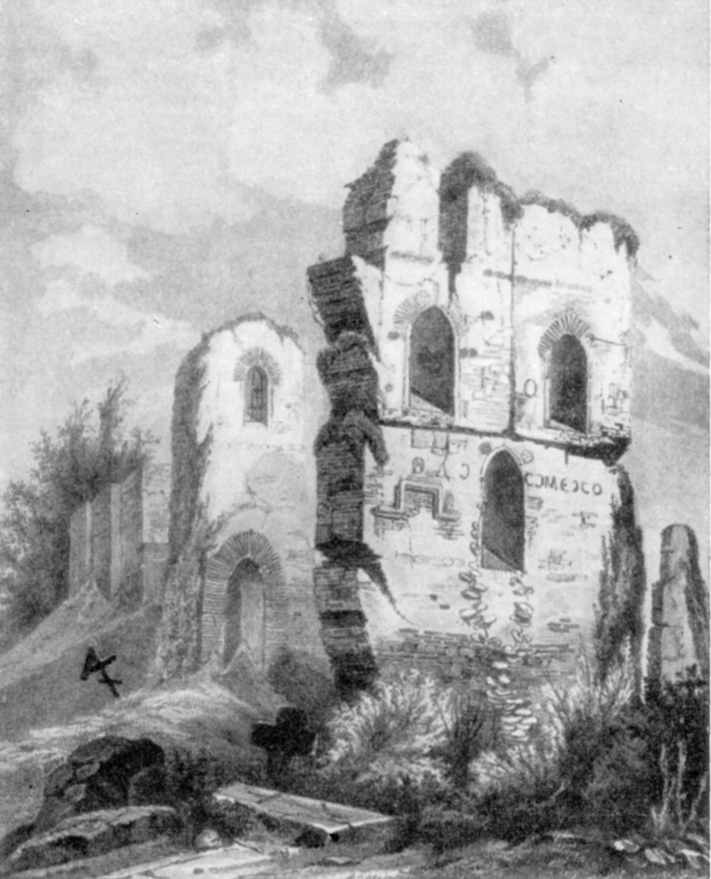
Ruines de l'église de la Dîme autour de 1650, par Abraham van Westerveld.
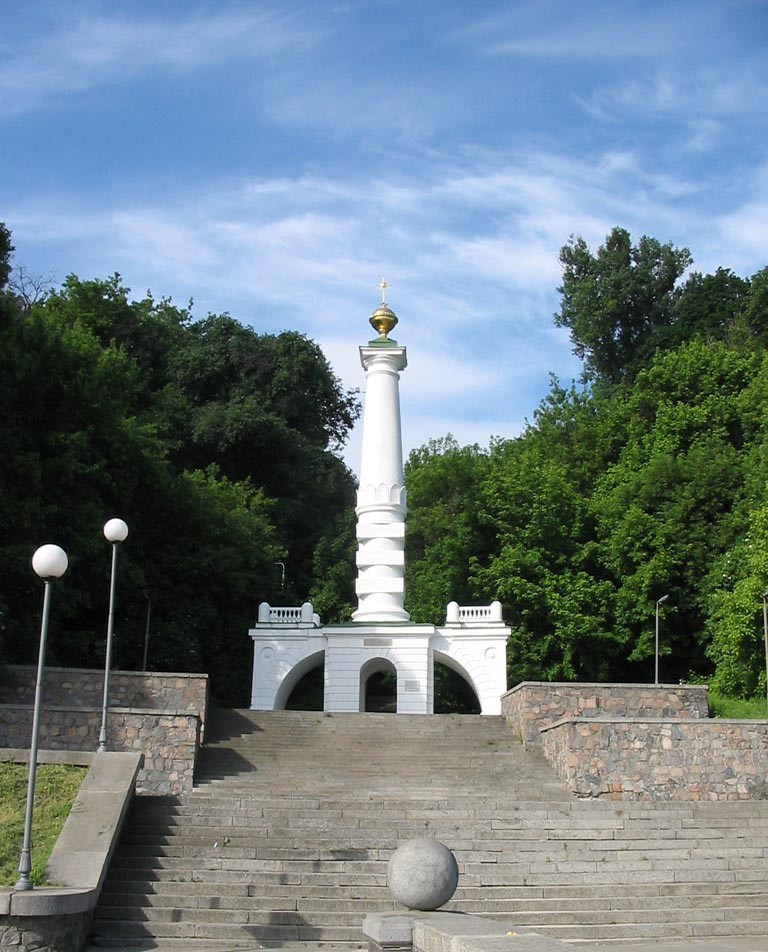
Le monument aux droits de Magdebourg d'Andreï Melenski (1802) à Kiev aujourd'hui
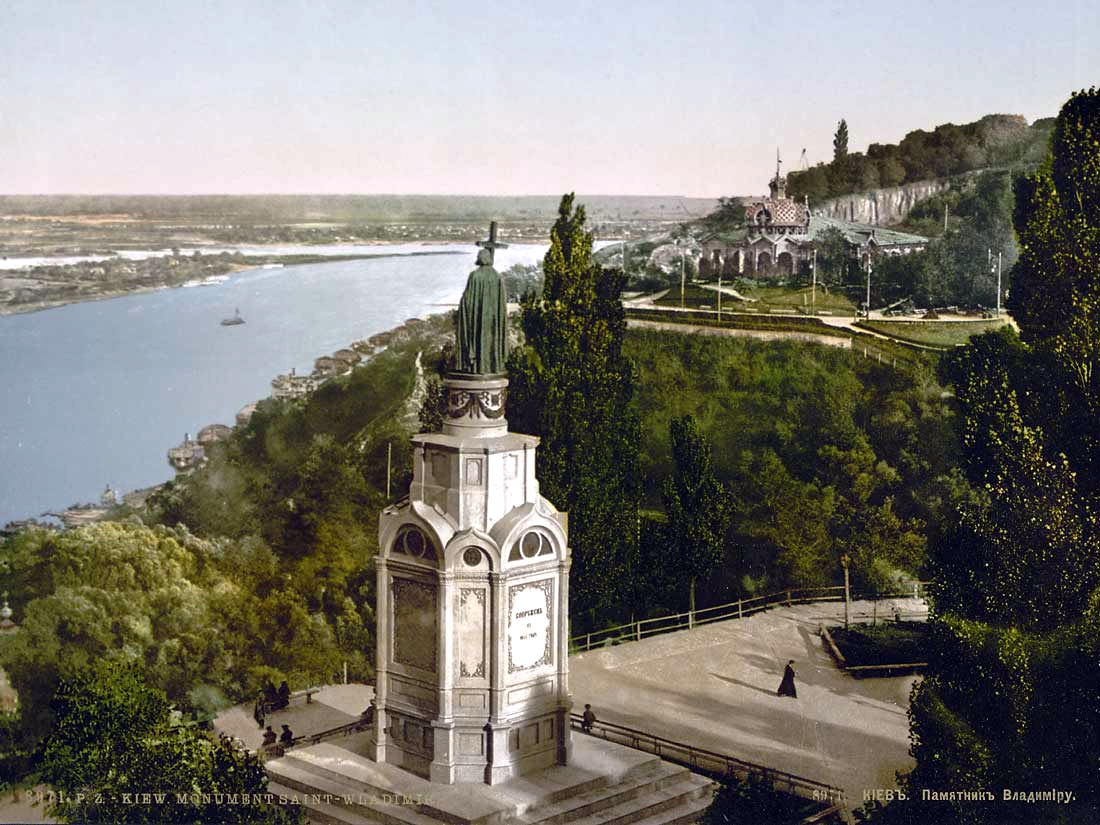
Autre monument commémorant le baptême de la Rus' , le monument à saint Vladimir construit un demi-siècle plus tard, en 1853.
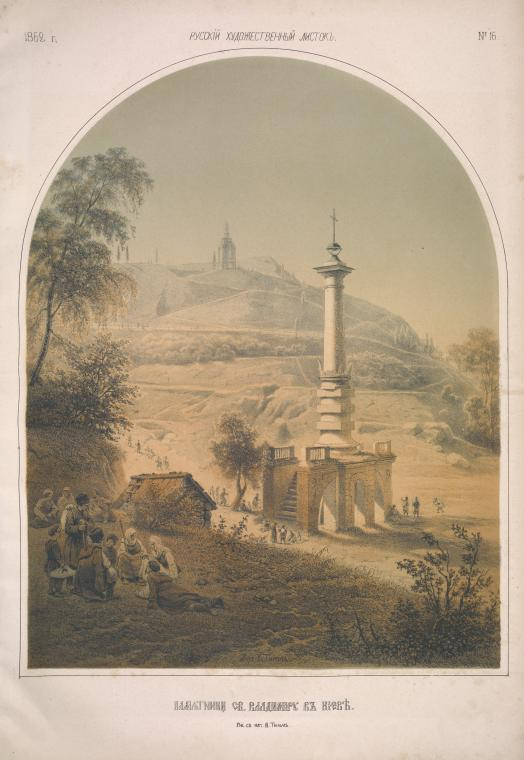
Le monument aux droits de Magdebourg avec en contrehaut le monument à saint Vladimir, lithographie du XIXème s.

## Les suites

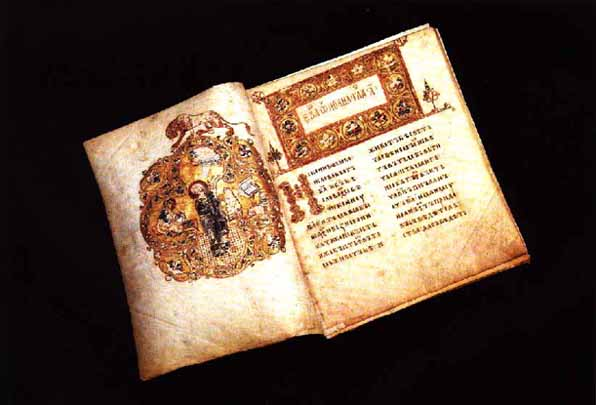
Les évangiles d'Ostromir ; écrites en slavon, elles furent l'un des premiers livres slaves orientaux.

Le baptême des Kiéviens fut suivi de cérémonies similaires dans d’autres centres du pays. La Chronique de Joachim rapporte que l’oncle de Vladimir, Dobrynya, força les habitants de Novgorod à adopter le christianisme « par le feu », alors que le gouverneur local, Putyata, persuada ses compatriotes à accepter la foi chrétienne « par l’épée ». À la même période l’évêque Joachim Korsunianin construisit la première église en bois, la cathédrale de la sainte Sagesse, « avec 13 toits », sur le site d’un cimetière païen.
Le paganisme survécut longtemps dans le pays, renaissant de ses cendres au cours de nombreuses révoltes comme celle de la haute Volga. Le nord-est du pays, dont le centre était Rostov, se montra particulièrement hostile à la nouvelle religion. Même Novgorod vécut des flambées de violence jusqu’en 1071 alors que l’évêque Fedor fit face à de graves menaces contre sa personne et que le prince Gleb Sviatoslaich dispersa une foule après avoir fendu un sorcier en deux avec sa hache.

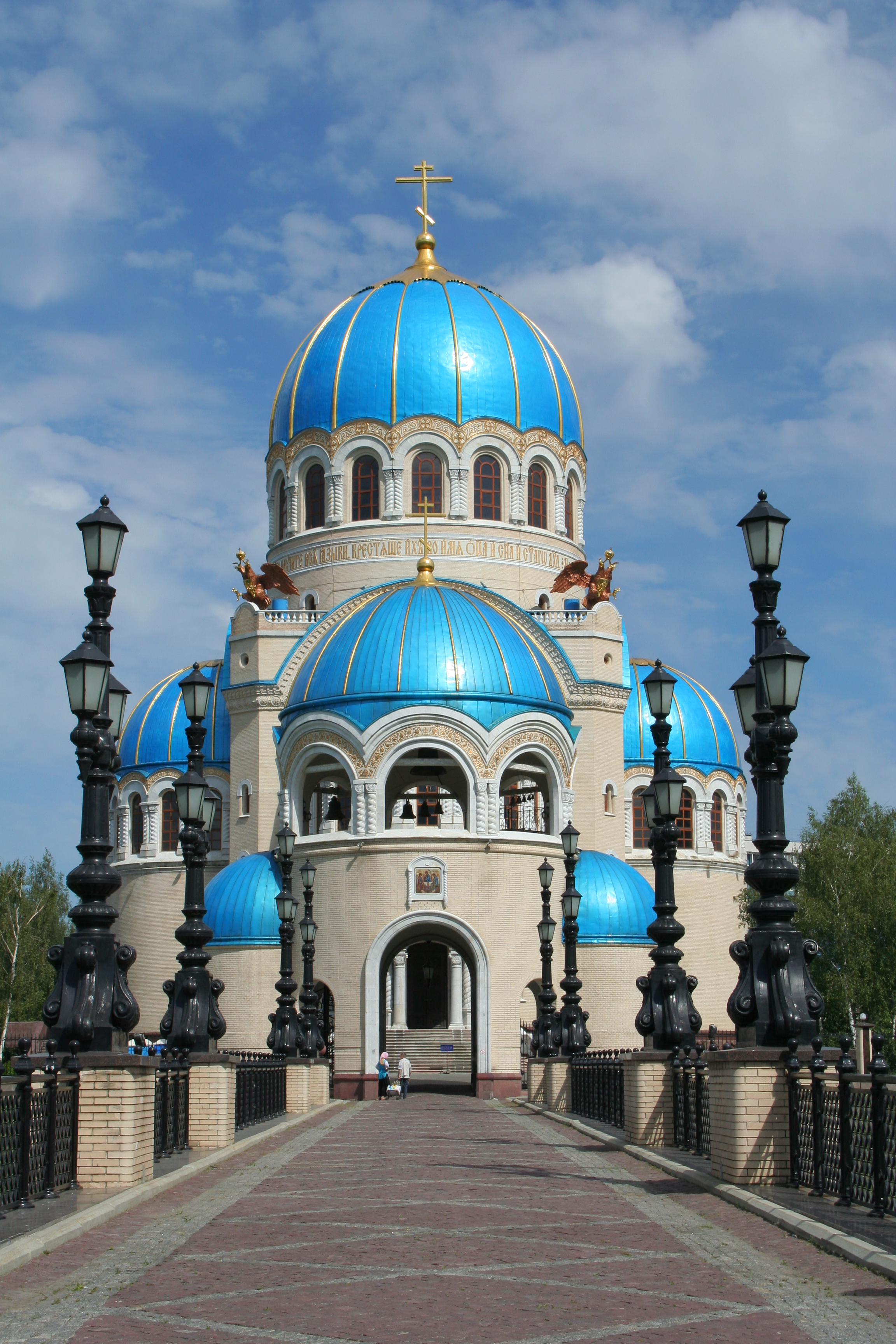
La cathédrale d' Orekhovo-Borisovo fut érigée au XXIe siècle pour commémorer la christianisation de la Rous'

La christianisation de la Rous’ kiévienne en fit une fidèle alliée de Byzance. Les baptêmes, en particulier celui de Vladimir, étaient vécus comme un geste d’adoption par la famille impériale byzantine. Kiev et les autres centres du pays adoptèrent la culture et la littérature grecques. Des églises furent érigées en suivant le modèle grec : à Kiev (1037) et Novgorod (1051), s’élevèrent les cathédrales consacrées à la sainte Sagesse (Hagia Sophia). Très tôt cependant, les Rous’ commencèrent à développer leur propre style et l’église de la Dormition élevée à Vladimir-sur-la-Kliazma en 1160 préfigure un style russe original.
Sous le règne de Yaroslav Ier, fils de Vladimir, le métropolitain Ilarion composa le premier texte connu de la littérature slave orientale, une longue harangue ayant comme titre « Sermon sur la loi et la grâce » dans laquelle il comparait favorablement la Rous' aux autres pays. Les évangiles d’Ostromir, écrites à Novgorod à la même période, sont le premier livre écrit en slave oriental qui soit parvenu jusqu’à nous. Toutefois, le premier livre de littérature non religieuse, Le Récit de la campagne d’Igor, révèle qu’une vision staroslave du monde persista longtemps dans la Rous’ kiévienne.